# Brian Rafalski
Brian Christopher Rafalski (ur. 28 września 1973 w Dearborn, Michigan) – hokeista pochodzenia polskiego, reprezentant USA, trzykrotny olimpijczyk. Do 2011 był związany z klubem NHL Detroit Red Wings. Wcześniej bronił barw New Jersey Devils, z którymi zdobył dwa Puchary Stanleya.

## Kariera zawodnicza
- Wisconsin Capitols (1990–1991)
- University of Wisconsin (1991–1995)
- Brynäs IF (1995–1996)
- HPK (1996–1997)
- HIFK (1997–1999)
- New Jersey Devils (1999–2007)
- Detroit Red Wings (2007–2011)
- Florida Everblades (2014)

### Gra w koledżu i Europie
Rafalski przez cztery lata grał z dobrymi wynikami na Uniwersytecie Wisconsin-Madison. W swoim ostatnim roku, w 43 spotkaniach zdobył 45 punktów i poprowadził swój zespół do zdobycia mistrzostwa NCAA w hokeju na lodzie mężczyzn. W tamtym sezonie (1994/95) został odznaczony kilkoma wyróżnieniami. Został, między innymi, wybrany do Drużyny Gwiazd ligi WCHA i najlepszym obrońcą ligi. Bez nadziei na bezpośredni awans do NHL Rafalski przeniósł się do Europy, a konkretniej do Szwecji, gdzie związał się z klubem Brynäs IF. W 22 spotkaniach w Elitserien zdobył jednak zaledwie 9 punktów, więc postanowił przenieść się do Finlandii.
Tam, przez jeden sezon reprezentował Hämeenlinnan Pallokerho z SM-liiga, zdobywając 35 punktów. W 1997 roku powędrował do HIFK, gdzie spędził dwa solidne sezony. W swoim ostatnim roku w Finlandii zdobył 19 bramek i 53 punkty w 53 meczach i zdobył Kultainen kypärä, czyli nagrodę dla najlepszego zawodnika, wybieranego przez głosowanie, w którym biorą udział inni zawodnicy. Był pierwszym zawodnikiem spoza Finlandii, który zdobył to wyróżnienie.

### Kariera w NHL

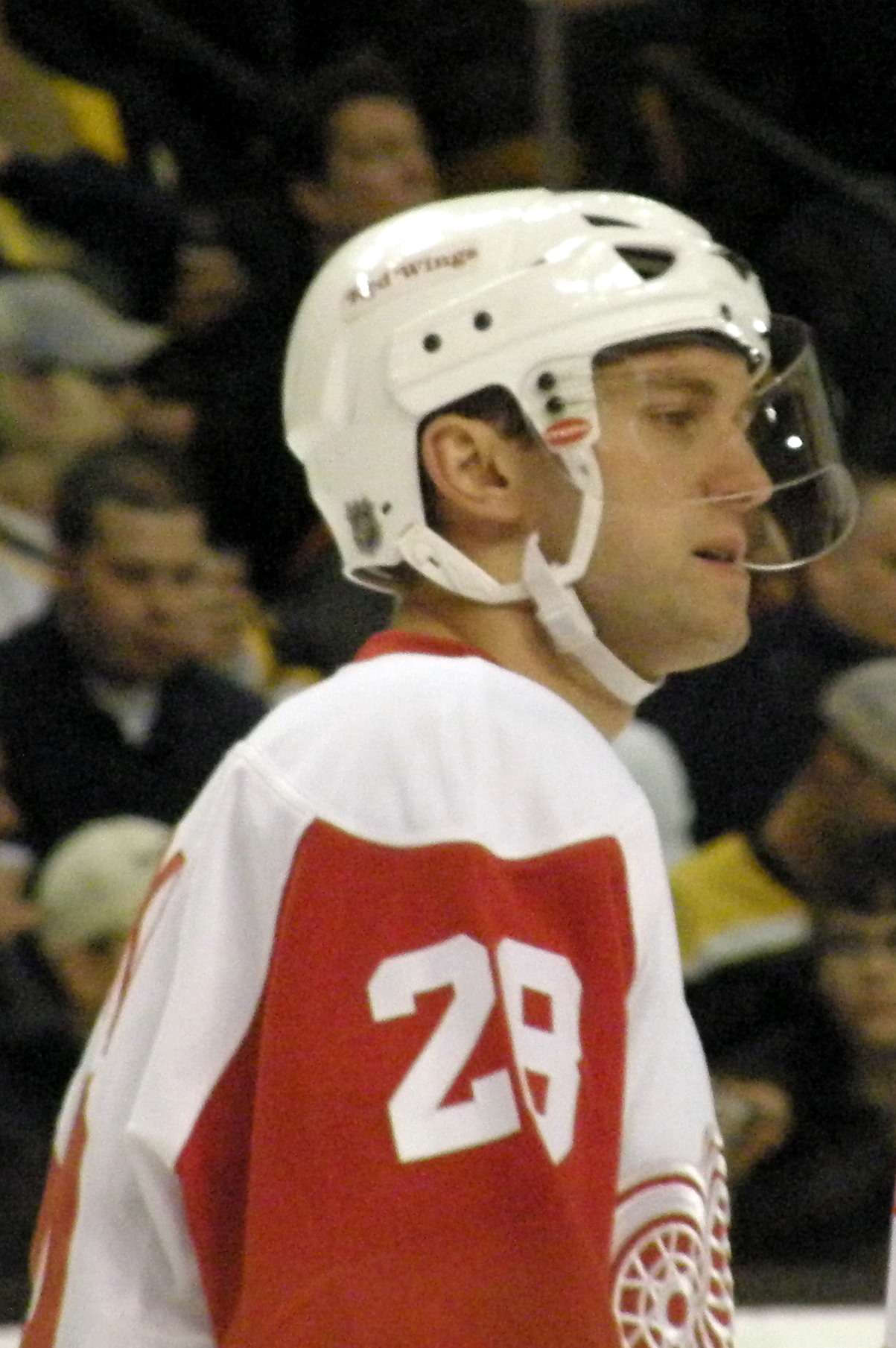
Brian Rafalski w barwach Detroit Red Wings (2008)

W 1999 roku magazyn Sporting News nazwał Rafalskiego najlepszym hokeistą świata, grającym poza NHL. 7 maja tego roku Rafalski został w końcu podpisany przez New Jersey Devils. Na początku debiutanckiego sezonu 1999/2000 miał już 26 lat. Skończył tamte rozgrywki z 32 punktami. Był najlepszy wśród pierwszorocznych obrońców w statystyce plus-minus z +21. Był to też drugi wynik wśród obrońców Devils i pierwszy, ex-aequo, wśród wszystkich pierwszoroczniaków. W tym sezonie Rafalski zdobył z Devils Puchar Stanleya a razem z kolegą z zespołu, Scottem Gomezem został wybrany do Drużyny Gwiazd pierwszoroczniaków.
Kolejny rok był dla Amerykanina lepszy pod względem zdobyczy punktowych, których uzbierał 52, co było najlepszym wynikiem w drużynie. Kolejne 18 oczek w playoffach były rekordem zespołu wśród obrońców. Devils przegrali jednak w finale playoff z Colorado Avalanche.
W sezonie 2001/02 Rafalski kontynuował swoją dobrą dyspozycję, zdobywając 47 punktów. Został wybrany do Meczu Gwiazd, lecz nie mógł w nim wziąć udziału z powodu kontuzji. W kolejnym sezonie Rafalski znów był najskuteczniejszym obrońcą swojej drużyny z 40 punktami. Jego wyśmienita postawa w obronie w dużym stopniu ułatwiła Devils zdobycie kolejnego Pucharu Stanleya - trzeciego w ciągu ośmiu sezonów. W finale pokonali w siedmiu meczach Anaheim Mighty Ducks.
1 lipca 2007 roku podpisał pięcioletni kontrakt z Detroit Red Wings - za 5 sezonów zadeklarowano mu gażę w wysokości 30 milionów dolarów. 25 maja 2011 roku po 11 sezonach gry w NHL, zawodnik poinformował o zakończeniu kariery zawodniczej jako powód podając dolegliwości zdrowotne. Tym samym wypełnił 4 lata umowy z Red Wings.
Po dwuipółletnim okresie w styczniu 2014 wznowił karierę w barwach drużyny Florida Everblades w lidze ECHL, rozegrał w jej barwach trzy mecze po czym pod koniec miesiąca ponownie zakończył karierę.

### Kariera reprezentacyjna
Był reprezentantem USA. Uczestniczył w turniejach mistrzostw świata w 1995, na zimowych igrzyskach olimpijskich 2002, 2006 i 2010 oraz Pucharu Świata 2004.

## Sukcesy i nagrody
Reprezentacyjne
- Brązowy medal mistrzostw Świata Juniorów do lat 20: 1992
- Srebrny medal igrzysk olimpijskich: 2002, 2010

Klubowe
- Mistrzostwo NCAA (WCHA): 1995
- Brązowy medal mistrzostw Finlandii: 1997 z HIFK
- Złoty medal mistrzostw Finlandii: 1998 z HIFK
- Srebrny medal mistrzostw Finlandii: 1999 z HIFK
- Puchar Stanleya: 2000, 2003 z New Jersey Devils, 2008 z Detroit Red Wings

Indywidualne
- NCAA (WCHA) 1994/1995:
  - Najlepszy defensywny zawodnik sezonu
  - Pierwszy skład gwiazd
  - Pierwszy skład Amerykanów
  - Skład gwiazd Zachodu
- SM-liiga (1996/1997):
  - Najlepszy zawodnik miesiąca - luty 1997
  - Trofeum Pekki Rautakallio - najlepszy obrońca sezonu
- SM-liiga (1997/1998):
  - Skład gwiazd
  - Pierwsze miejsce w klasyfikacji strzelców goli w przewadze: 10 goli
- SM-liiga (1998/1999):
- Pierwsze miejsce w klasyfikacji strzelców wśród obrońców w sezonie zasadniczym: 19 goli
- Pierwsze miejsce w klasyfikacji asystentów wśród obrońców w sezonie zasadniczym: 34 asysty
- Pierwsze miejsce w klasyfikacji kanadyjskiej wśród obrońców w sezonie zasadniczym: 53 punkty
  - Najlepszy zawodnik miesiąca - marzec 1999
  - Skład gwiazd
  - Trofeum Mattiego Keinonena - pierwsze miejsce w klasyfikacji +/-: +38
  - Trofeum Pekki Rautakallio - najlepszy obrońca sezonu
  - Kultainen kypärä (Złoty Kask) - najlepszy zawodnik sezonu
- NHL (1999/2000):
  - NHL All-Rookie Team
- NHL (2000/2001):
  - Pierwsze miejsce w klasyfikacji kanadyjskiej wśród obrońców w fazie play-off: 18 punktów
- NHL (2003/2004):
  - NHL All-Star Game
- NHL (2006/2007):
  - NHL All-Star Game
- Hokej na lodzie na Zimowych Igrzyskach Olimpijskich 2010:
  - Pierwsze miejsce w klasyfikacji kanadyjskiej wśród obrońców: 8 punktów
  - Skład gwiazd turnieju
  - Najlepszy obrońca turnieju

## Statystyki
| 1990-91    | Madison                       | USHL          | 47  | 12 | 11  | 23  | 28  | --  | -- | -- | -- | -- |
| 1991-92    | Uniwersytet Wisconsin–Madison | WCHA          | 34  | 3  | 14  | 17  | 34  | --  | -- | -- | -- | -- |
| 1992-93    | Uniwersytet Wisconsin–Madison | WCHA          | 32  | 0  | 13  | 13  | 10  | --  | -- | -- | -- | -- |
| 1993-94    | Uniwersytet Wisconsin–Madison | WCHA          | 37  | 6  | 17  | 23  | 26  | --  | -- | -- | -- | -- |
| 1994-95    | Uniwersytet Wisconsin–Madison | WCHA          | 43  | 11 | 34  | 45  | 48  | --  | -- | -- | -- | -- |
| 1995-96    | Brynäs IF                     | SEL           | 22  | 1  | 8   | 9   | 14  | --  | -- | -- | -- | -- |
| 1996-97    | HPK                           | SM-l          | 49  | 11 | 24  | 35  | 26  | 10  | 6  | 5  | 11 | 4  |
| 1997-98    | HIFK                          | SM-l          | 40  | 13 | 10  | 23  | 24  | 9   | 5  | 6  | 11 | 0  |
| 1998-99    | HIFK                          | Sm-l          | 53  | 19 | 34  | 53  | 18  | 11  | 5  | 9  | 14 | 4  |
| 1998-99    | HIFK                          | EuroHL        | 6   | 4  | 6   | 10  | 10  | 4   | 1  | 0  | 1  | 2  |
| 1999-2000  | New Jersey Devils             | NHL           | 75  | 5  | 27  | 32  | 28  | 23  | 2  | 6  | 8  | 8  |
| 2000-01    | New Jersey Devils             | NHL           | 78  | 9  | 43  | 52  | 26  | 25  | 7  | 11 | 18 | 7  |
| 2001-02    | New Jersey Devils             | NHL           | 76  | 7  | 40  | 47  | 18  | 6   | 3  | 2  | 5  | 4  |
| 2002       | USA                           | Olm           | 6   | 1  | 2   | 3   | 2   | --  | -- | -- | -- | -- |
| 2002-03    | New Jersey Devils             | NHL           | 79  | 3  | 37  | 40  | 14  | 23  | 2  | 9  | 11 | 18 |
| 2003-04    | New Jersey Devils             | NHL           | 69  | 6  | 30  | 36  | 24  | 5   | 0  | 1  | 1  | 0  |
| 2004       | USA                           | Puchar Świata | 4   | 0  | 3   | 3   | 6   | --  | -- | -- | -- | -- |
| 2005-06    | New Jersey Devils             | NHL           | 82  | 6  | 43  | 49  | 36  | 9   | 1  | 8  | 9  | 2  |
| 2006       | USA                           | Olm           | 3   | 0  | 1   | 1   | 0   | --  | -- | -- | -- | -- |
| 2006-07    | New Jersey Devils             | NHL           | 82  | 8  | 47  | 55  | 34  | 11  | 2  | 6  | 8  | 8  |
| NHL Ogółem | NHL Ogółem                    | NHL Ogółem    | 541 | 44 | 267 | 311 | 180 | 102 | 17 | 43 | 60 | 37 |

## Życie prywatne
Rafalski ma żonę Felicity, z którą ma trójkę synów - Danny'ego, Evansa i Matthew.